# Šiauliai apskritis
Šiauliai apskritis (litauisk: Alytaus apskritis) var et af 10 apskritys i Litauen. Šiauliai apskritis havde et indbyggertal på 341.692(2010), og et areal på 8.540 km². Šiauliai apskritis havde hovedsæde i byen Šiauliai, der også var den største by.
Apskritys som administrative enheder blev nedlagt ved en reform 1. juli 2010, siden da har Šiauliai apskritis været en territorial og statistisk enhed.